# Monesma de San Juan
Monesma o Monesma de San Juan es una localidad perteneciente al municipio de Ilche, en la provincia de Huesca, comunidad autónoma de Aragón, España. En 2018 contaba con 48 habitantes.